# ميشيل دوسبيرج
ميشيل دوسبيرج (بالهولندية: Michel Doesburg)‏ (10 أغسطس 1968 ببيفيرفايك في هولندا - ) هو لاعب كرة قدم هولندي في مركز الدفاع. لعب مع إي زد ألكمار وبي إي سي زفوله ودونفرملين أثلتيك ونادي ماذرويل ونادي هارلم ونادي هيرنفين ونادي  فاخينغين ‏.

## وصلات خارجية
- ميشيل دوسبيرج على موقع قاعدة بيانات كرة القدم.إي يو (الإنجليزية)